# Воронин, Евгений Сергеевич
Евге́ний Серге́евич Воро́нин (9 мая 1938 — 27 июля 2013) — советский и российский биотехнолог, академик Российской академии сельскохозяйственных наук, доктор биологических наук, президент федерального государственного образовательного учреждения высшего профессионального образования «Московская государственная академия ветеринарной медицины и биотехнологии имени К. И. Скрябина». Генерал-майор медицинской службы. Специалист в области создания биологических препаратов, направленных на защиту здоровья человека и животных.

## Биография
Родился 9 мая 1938 года в Стерлитамаке (Россия, Башкортостан).
- 1961 — окончил Московскую ветеринарную академии им. К. И. Скрябина по специальности ветеринарный врач[1]
- 1961—1970 — научный сотрудник в Государственном институте медицинских и биологических препаратов им. Тарасевича
- 1964 — кандидат биологических наук
- 1970 — заведующий лабораторией лейкозов птиц при Президиуме АМН СССР
- 1973 — заведующий лабораторией культур клеток ВНИТ и БП
- 1973 — профессор
- 1974 — доктор биологических наук
- 1975 — заведующий лабораторией вирусологии МВА
- 1979 — заместитель председателя Совета по координации НИР в области повышения качества продуктов животноводства при президиуме ВАСХНИЛ
- 1986 — заведующий лабораторией болезней молодняка МВА
- 1992 — заведующий кафедрой клинической диагностики и болезней молодняка МВА
- 1995 — член-корреспондент Российской академии сельскохозяйственных наук
- 1998—2008 — ректор Московской государственной академии ветеринарной медицины и биотехнологии им. К. И. Скрябина[2]
- 1999 — академик Российской академии сельскохозяйственных наук[1]
- 2008—2013 — президент ФГБОУ ВПО «Московская государственная академия ветеринарной медицины и биотехнологии имени К. И. Скрябина»

Похоронен на Кузьминском кладбище.

## Труды
Около 300 научных трудов, в том числе 19 книг и брошюр, 6 монографий. 8 авторских свидетельств и патентов на изобретения. Учебник «Иммунология» в 2003 году был признан лучшим среди 27 учебников из других сельскохозяйственных вузов.
- Вирусы — контаминанты вирусных вакцин. — М.: Колос, 1986.
- Особенности иммунитета у телят-трансплантантов. — М.: Колос, 1999.
- Динамика основных иммунологических параметров телят-трансплантантов. — М.: Колос», 1999.
- Развитие ветеринарного образования в России. — М.: Колос, 2000.
- Иммунология. — М.: Колос, 2002.

## Награды и признание
- Орден «За заслуги перед Отечеством» IV степени (17 марта 2008 года, Указ № 357)[1]
- Орден Почета
- Орден королевы Виктории (Великобритания)
- Орден святой Софии
- Золотая медаль акад. Блохиной И. Н.
- Золотая медаль им. Мальцева Т. С.
- Золотая медаль им. К. И. Скрябина
- Медали: «60 лет Советской Армии», «70 лет Советской Армии», «850-лет Москвы», «300 лет Военно-Морского Флота России» и другие.
- Золотой Мальтийский Крест и хрустальная статуэтка рыцаря (награждён в 2002 году Мальтийским научным обществом)
- Благодарность Верховного Главнокомандующего вооруженных сил РФ Путина В. В. (2002)
- Генерал-майор медицинской службы
- Офицер Королевского ветеринарного колледжа (Великобритания)
- Академик РАСХН (1999)
- Доктор биологических наук (1974)
- Почетный доктор Софийского Университета
- Почетный профессор Ереванского сельскохозяйственного института[1]